# كريستوفر بي سلون
كريستوفر بي سلون (بالإنجليزية: Christopher P. Sloan)‏ هو إحاثي أمريكي، ولد في 28 سبتمبر 1954.